# Franco Loja
Franco Loja (Torino, 20 maggio 1974 – Barcellona, 2 gennaio 2017) è stato un naturalista, imprenditore, attivista e documentarista italiano, considerato tra i massimi esperti della cannabis, in particolare nella genetica, nello sviluppo di semi femminizzati e nella ricerca sulle varietà autoctone. Le numerose varietà e le tecniche di coltivazione da lui sviluppate in modo pionieristico, hanno stabilito nuovi standard nella filiera e continuano a plasmare il mondo della produzione della cannabis ancora oggi.

## Biografia
(Franco Loja)

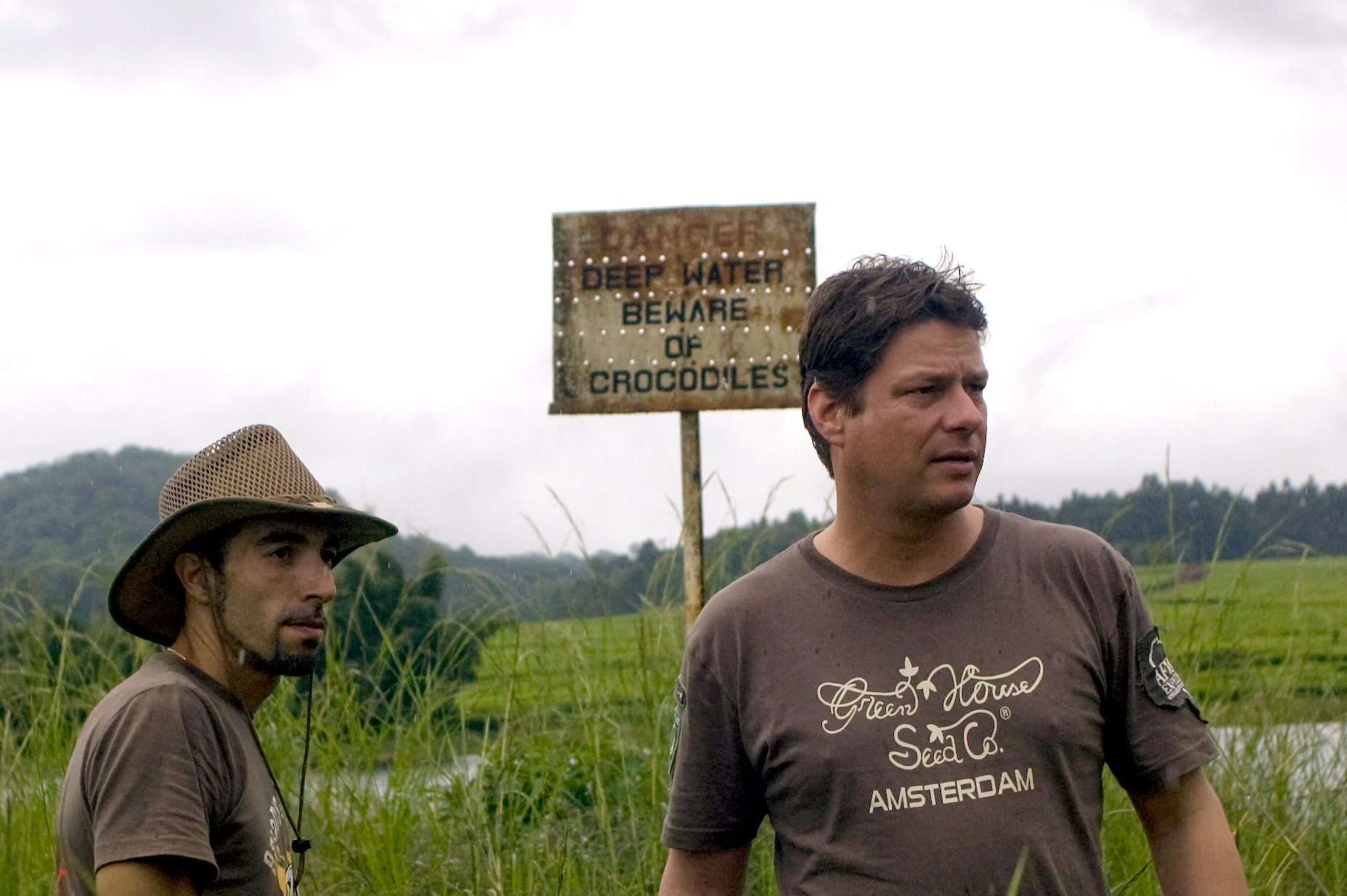
Franco Loja (a sinistra) e Arjan Roskam durante un documentario "Strain Hunters".

Franco Lojacono, conosciuto come Franco Loja o anche come Franco Strainhunters, nasce a Torino il 20 maggio del 1974. Ex paracadutista dell'Esercito Italiano, divenne noto per essere stato membro dal 1997 della Green House Seed Company, compagnia olandese fondata da Arjan Roskam ad Amsterdam nel 1985, una delle aziende leader nel settore mondiale delle genetiche di Cannabis e banca dei semi, con l'incarico di capo selezionatore e diventandone poi negli anni socio, società nota anche grazie alla sua instancabile attività di ricercatore in tutto il mondo di specie autoctone di cannabis (Cacciatori di Varietà - Strain Hunters), con la missione di preservare i moltissimi semi delle diverse varietà e meno conosciute di cannabis.
Con la Green House Seeds ha vinto numerosi premi e riconoscimenti internazionali e tra le varietà di successo da lui create si ricorda la  Super Lemon Haze,  premiata con il 1º Premio Cannabis Cup 2008, 1º Premio Cannabis Cup 2009, 1º Premio IC420 Growers Cup 2010, 2º Premio Cannabis Cup 2010, 1º Premio Seattle Medical Cup 2012, 2º Premio ExpoGrow-Irún 2012 e il 1º Premio ExpoGrow-Irún 2013.
Dal 2008, sempre con Roskam, è protagonista di una serie di documentari di successo internazionale, dal titolo: "Strain Hunters", dove vengono documentate per la prima volta in video le loro spedizioni per il mondo alla ricerca di varietà e semi, nonché il legame che c’è tra l’uomo e la cannabis, in paesi e culture diverse, specie in quelli dove le opportunità di lavoro scarseggiano, e diventando in breve tempo una vera e propria celebrità.
Negli ultimi anni è stato anche co-protagonista di un documentario di successo intitolato "Kings of cannabis", pubblicato dalla rivista Vice.
Muore improvvisamente il 2 gennaio 2017 a Barcellona all'età di 42 anni di malaria cerebrale fulminante, contratta mentre si trovava in Congo durante una spedizione per ultimare di documentare la Strain Hunters: Congo Expedition, e dove, ironia della sorte, era anche impegnato socialmente in un progetto di sviluppo e ricerca di una varietà locale di olio medicinale specifico per il trattamento della malaria, malattia la cui prevenzione da parte delle autorità congolesi è sottofinanziata e colpisce in particolar modo le persone povere.

## Filmografia parziale

### Documentari della serie Strain Hunters
- 2008 - Strain Hunters: Malawi Expedition.[10]
- 2010 - Strain Hunters: India Expedition.[11]
- 2011 - Strain Hunters: Morocco Expedition.[12]
- 2012 - Strain Hunters: Trinidad & St. Vincent Expedition.[13]
- 2013 - Strain Hunters: Swaziland Expedition.[14]
- 2014 - Strain Hunters: Jamaica Expedition.[15]
- 2016 - Strain Hunters: Congo Expedition.[16]

### Altri documentari
- 2013 - Kings of Cannabis.[17]

## Pubblicazioni
- 2013 - Grow Sessions (libro+4 Dvd), con Arjan Roskam, Green House Seed Co.[18]

## Tributi e riconoscimenti
- Nel 2017, subito dopo la morte di Loja, il gruppo musicale Dub All Sense ha dedicato la canzone dub Franco Loja (Special Tribute) come tributo allo stesso Franco, brano realizzato in collaborazione con il cantante brasiliano Monkey Jhayam.[19]
- Nel 2017 è stata creata la Fondazione Franco Loja (Franco Loja Foundation), gestita dalla Stichting Strain Hunters Foundation con lo scopo di garantire le spese generali di sostentamento e studio per i figli di Franco Loja, Dion e Devin Lojacono, fino alla laurea. Il denaro viene raccolto tramite donazioni di amici, fan, partner, aziende e organizzazioni.[20]
- Nel 2022, come riconoscimento per il suo grande lavoro di ricerca interamente dedicato a tutti gli aspetti delle piante di cannabis, la Greenhouse Seeds ha reso omaggio a Loja creando la Franco's Lemon Cheese, una varietà ibrida, molto produttiva, a predominanza sativa, mix di Super Lemon Haze ed Exodus Cheese, due delle varietà create, più premiate e preferite di Franco. I profitti derivanti dalla vendita di questa varietà vanno alla Fondazione Franco Loja.[21]